# Parafia Matki Boskiej Różańcowej w Gromcu
Parafia Matki Boskiej Różańcowej w Gromcu – parafia rzymskokatolicka znajdująca się w Gromcu, w dekanacie Libiąż archidieceji krakowskiej.